# صوفي ني دابو
صوفي ني دابو (بالفرنسية: Sophie Dabo-Niang) هي من أصول سنغالية وفرنسية، وهي عالمة رياضيات وعالمة إحصاء وأستاذة جامعية، جهدت لرفع مكانة هلماء الرياضيات الأفارقة.

## سيرة ذاتية

### نشأة
تم تشجيع صوفي على دراسة الرياضيات من قبل والديها ومعلميها. وعلمت أنها تريد دراسة الرياضيات في وقت مبكر من المدرسة الثانوية.

### التعليم
حصلت صوفي دابو نيانغ على درجة الدكتوراه في عام 2002 من جامعة بيير وماري كوري في باريس. وتستمتع صوفي بنقل شغفها بالرياضيات إلى طلابها.

### الزواج والإنجاب
في عام 2016 تزوجت صوفي . أنجبت ثلاثة أبناء مابين بداية دراستها للماجستيرحتى انتهاءها من رسالة الدكتوراة، فأصبح لديها أربعة أبناء. قالت إن الموازنة بين الأمومة وحياتها المهنية في الرياضيات كانت تحديًا، وتنسب الفضل في إصرارها لرغبتها في النجاح ودعم زوجها.

## العمل في الرياضيات
نشرت صوفي ني دابو مقالات في الإحصاء الوظيفية والإحصاء البارميتري والتحليل المكاني وعلم رياضيات الوبائيات. كما عملت كمحررة في مجلة الإحصاء الكولومبية، وهي عضوة في اللجنة العلمية بالمركز الدولي للرياضيات البحتة والتطبيقية.

### التدريس وتطوير الدولة النامية
أشرفت صوفي ني دابو على أطروحات الدكتوراه للعديد من الطلاب في إفريقيا. واعتبارًا من يناير 2021، أصبحت أستاذة متفرغة في جامعة لييل وتشرف وتشترك في الإشراف على العديد من الطلاب الأفارقة. كما قامت بتدريس دورات الإحصاء على مستوى الماجستير، بما في ذلك في السنغال.
أدخبت الحقول الفرعية للتحليل المكاني إلى جامعة داكار بالسنغال، وأشرفت على أوائل طلاب الدكتوراه السنغاليين والموريتانيين الذين تخصصوا بهذا المجال. عادةً ما تشارك في لجان تقييم الأطروحات في إفريقيا.
قامت صوفي بتنسيق الأحداث العلمية في أفريقيا .كما قامت بتنسيق حدث تابع للمركز الدولي للرياضيات البحتة والتطبيقية، وحدث آخرلتشجيع الفتيات الصغيرات في علوم الرياضيات. تعمل كرئيسة للجنة البلدان النامية للجمعية الرياضيات الأوروبية. 

### منشورات مختارة

#### كتب
- Contributions to Statistics. Sophie Dabo-Niang, Frédéric Ferraty (eds.). Physica-Verlag Heidelberg. 2008. https://www.springer.com/gp/book/9783790820614
- Solym Mawaki Mamou-Abi, Sophie Dabo-Niang, Jean-Jacques Salone (eds.). ISTE, Wiley. 2020-02-01. http://www.iste.co.uk/book.php?id=1601

#### مقالات
- Dabo-Niang, Sophie; Rhomari, Noureddine (2003-01-01). http://www.sciencedirect.com/science/article/pii/S1631073X02000122 Comptes Rendus Mathematique. 336 (1): 75–80.
- Dabo-Niang, Sophie (2007). https://hal.archives-ouvertes.fr/hal-00789897 Mathematical Methods of Statistics. 16 (4): 298–317. Retrieved 2021-01-15.
- Dabo-Niang, Sophie; Ferraty, Frédéric; Vieu, Philippe (2007-06-15). http://www.sciencedirect.com/science/article/pii/S016794730600226X Computational Statistics & Data Analysis. 51 (10): 4878–4890.
- Chebana, Fateh; Dabo‐Niang, Sophie; Ouarda, Taha B. M. J. (2012). https://agupubs.onlinelibrary.wiley.com/doi/abs/10.1029/2011WR011040 Water Resources Research. 48 (4).
- Dabo-Niang, Sophie; Yao, Anne-Françoise (2013-01-01). https://link.springer.com/article/10.1007/s00184-011-0374-4 Metrika. 76 (1): 19–52.

## تكريم وجوائز وأوسمة
ضمت جمعية نساء أفريقيات في الرياضيات صوفي، وكرمتها جمعية تنمية المرأة والرياضيات في عام 2015.

## وصلات خارجية
- الموقع الشخصي https://sites.google.com/view/sophie-dabo-niang/
- حلقة إذاعية https://podcasts.apple.com/us/podcast/2-2-functional-estimation-in-high-dimensional-data/id948258814?i=1000326728544
- منشورات صوفي الأكاديمية على جوجل https://scholar.google.com/citations?user=qdgz_E0AAAAJ